# Dům karpatského typu
Dům karpatského typu (nebo karpatský dům) je označení pro specifický roubený objekt určený k přebývání obyvatelstvem v oblastech karpatské části Slovenska, východních částí Moravy, Těšínska na pomezí České republiky a Polska, dále v samotném Polsku, Rumunsku a na Ukrajině. Domy tohoto typu na území České republiky a Slovenska vykazují podobnost především s totožnými polskými stavbami. Vzájemně se v jednotlivých regionech odlišují svým půdorysem, užitým stavebním materiálem, konstrukcí celého objektu a jeho výzdobou. Některé z objektů jsou kulturními památkami České republiky, jako například domy číslo popisné 95 a 225 v obci Mořkov na severovýchodě České republiky.